# Maksymówka Tarnopolska
Maksymówka Tarnopolska (ukr. Максимівка-Тернопільська) – stacja kolejowa w miejscowości Maksymówka, w rejonie tarnopolskim, w obwodzie tarnopolskim, na Ukrainie. Położona jest na linii Odessa – Lwów.

## Historia
Stacja powstała w XIX w., gdy tereny te należały do Austro-Węgier, na trasie kolei galicyjskiej im. Karola Ludwika, pomiędzy stacjami Borki Wielkie i Bogdanówka. Był to najwyżej położony punkt na kolei Karola Ludwika (360 m n.p.m.). Wówczas oraz w II Rzeczypospolitej nosiła nazwę Maksymówka.